# Topfwurst

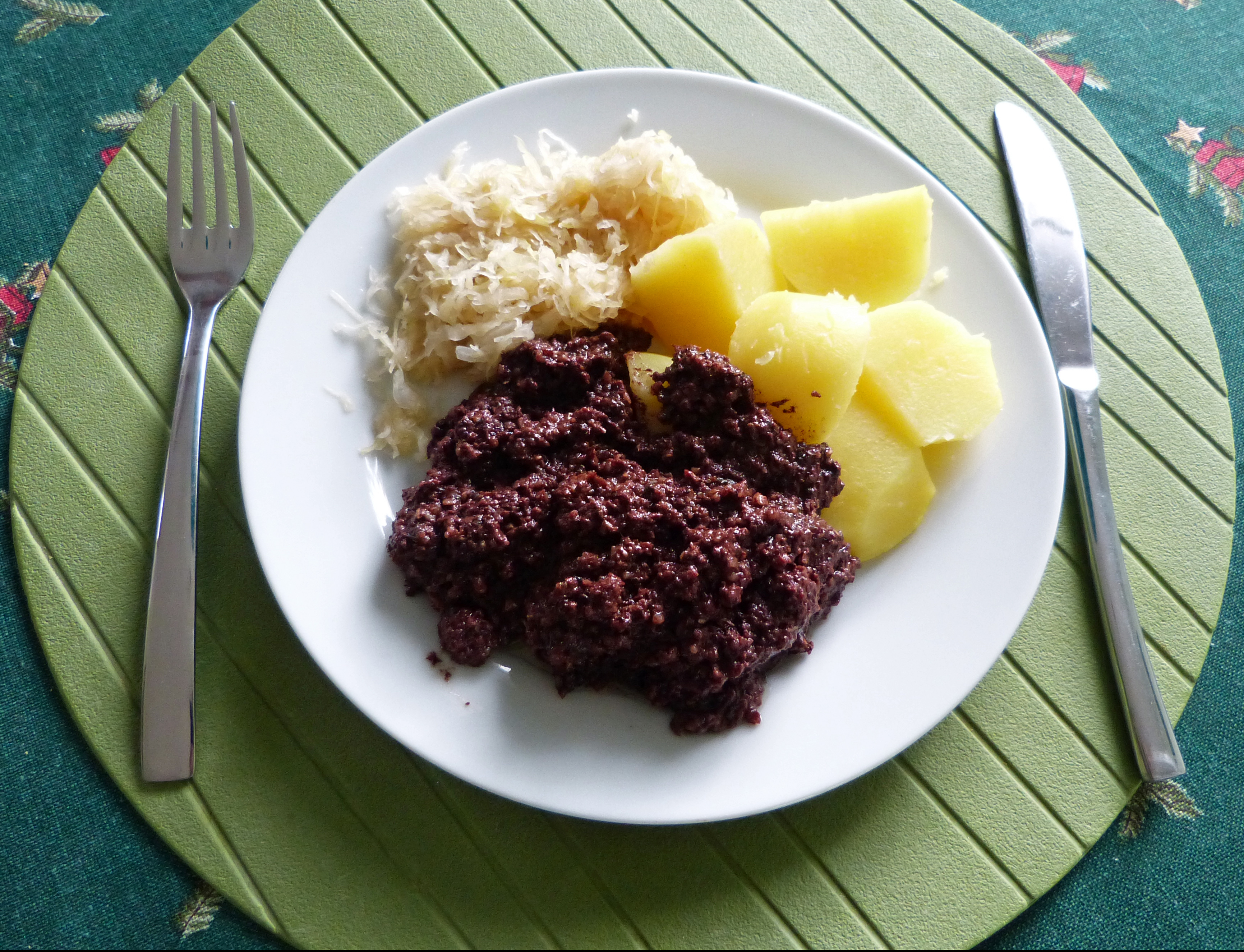

Topfwurst (auch: Pluntwurst, „(Verkehrs-)Unfall“, „Tote Oma“, in Sachsen-Anhalt auch „Lose Wurst“) ist ein Gericht, das aus Grützwurst oder Blutwurst hergestellt wird.
Zwiebelwürfel werden in einer Pfanne angebraten und darin zerkleinerte Grützwurst erwärmt, bis sie eine breiige Konsistenz annimmt. Als Beilage werden oft Sauerkraut und Salzkartoffeln serviert.
Die Topfwurst ähnelt dem aus Hessen und Thüringen bekannten Weckewerk.

## Belege
1. ↑  DDR Museum: Topfwurst, Blutwurst, Grützwurst, „Unfall“ oder „Tote Oma“... (Memento vom 18. April 2017 im Internet Archive). Im Original publiziert auf ddr-museum.de.